# Prophyscus
Prophyscus är ett släkte av steklar. Prophyscus ingår i familjen växtlussteklar.
Kladogram enligt Catalogue of Life:
| Prophyscus | \| \| Prophyscus desantisi \| \| \| \| \| \| Prophyscus latiscapus \| \| \| \| |
|            | \| \| Prophyscus desantisi \| \| \| \| \| \| Prophyscus latiscapus \| \| \| \| |
|            | Prophyscus desantisi                                                           |
|            |                                                                                |
|            | Prophyscus latiscapus                                                          |
|            |                                                                                |